# Руткас Анатолій Георгійович
Анатолій Георгійович Руткас  (1937) — український фахівець в галузі програмної інженерії, доктор фізико-математичних наук (1988), професор (1990), Лауреати Державної премії України в галузі науки і техніки (2008).

## Життєвий шлях
Анатолій Руткас народився 31 серпня 1937 року у м. Хабаровськ., а завершив навчання у Харківському гірничому університеті у 1959 році й зразу вступив до аспірантури Харківського державного університету, де навчався до 1962 року.
Він захистив кандидатську дисертацію за темою «Деякі застосування теорії несамосполучених операторів до електричних ланцюгів» під керівництвом професора М. С. Лівшиця у 1963 році.
Після захисту кандидатської дисертації він спочатку працював доцентом кафедри математики ХІГМАОТ, з 1965 року і до 1973 року — обіймав посаду доцента кафедри математичного аналізу Донецького державного університету, а з 1973 і до 2017 року — працював доцентом (з 1986 року — завідувачем) кафедри математичного моделювання та програмного забезпечення Харківського національного університету імені В. Н. Каразіна.
Анатолій Руткас 1988 року захистив докторську дисертацію на тему «Операторно-диференціальні рівняння в радіофізиці, не дозволені щодо похідної».
З 2017 року і до сьогодні він обіймає посаду професора кафедри програмної інженерії Харківського національного університету радіоелектроніки.

## Творчий доробок
Наукові дослідження А. Г. Руткаса присвячені методам математичного моделювання систем та процесів в електродинаміці, радіотехніці, теплофізиці, синтезу відповідних математичних моделей, розвитку теорії різних класів неявних та вироджених еволюційних диференціальних рівнянь, умовам існування та єдиності обмежених розв'язків лінійних різницевих рівнянь, аналізу різних типів рівнянь з розподіленими параметрами типу Соболєва, дескрипторним системам управління та ін.  Розв'язав деякі класичні проблеми аналізу і синтезу електричних багатополюсних фільтрів за допомогою теорії графів і спектральної теорії несамоспряжених операторів і операторів жмутків. У спектральній теорії йому належать опис інваріантів лінійного несамоспряженого жмутка, отримання мультиплікативної структури його характеристичної функції, побудова універсальної моделі жмутка.
А. Г. Руткас є автором понад 170 публікацій, низки статей, а також 4 монографій та 8 навчальних посібників.

## Нагороди
- лауреат Державної премії України в галузі науки і техніки (2008);
- медаль «3а трудову доблесть»;
- медаль «Ветеран праці»